# Bà đỡ có tay nghề
Bà đỡ, hay còn được gọi là bà đỡ có tay nghề, là một chuyên gia y tế có trách nhiệm cung cấp dịch vụ chăm sóc sức khỏe cơ bản, cấp cứu cho mẹ bầu và trẻ sơ sinh trong thời kỳ mang thai, lúc sinh nở và sau khi sinh. Bà đỡ có thể là nữ hộ sinh, bác sĩ, bác sĩ sản khoa hoặc y tá, được đào tạo để có mặt tại một ca sinh nở (diễn ra tại nhà hoặc tại cơ sở chăm sóc sức khỏe), nhằm nhận biết và đưa ra những phản ứng thích hợp với các biến chứng có thể xảy ra và thực hiện các biện pháp can thiệp giúp ngăn ngừa những biến chứng ấy ngay từ đầu, bao gồm việc chăm sóc trước khi sinh. Những bà đỡ khác nhau có thể mang đến các mức độ chăm sóc khác nhau.

## Phân biệt với bà đỡ truyền thống
Ở nhiều nước đang phát triển có bà đỡ truyền thống. Đây là người cung cấp dịch vụ chăm sóc sức khỏe, tư vấn cơ bản về quá trình mang thai và sinh nở, chủ yếu dựa trên kinh nghiệm và kiến thức có được thông qua truyền thống và tập quán của cộng đồng nơi họ sinh ra. Những người này thường không được đào tạo chuyên môn về chăm sóc sức khỏe và thường không phải tuân theo quy định chuyên môn.